# Gran parco di caccia di Luigi XIV
Col termine di Gran parco di caccia di Luigi XIV (in francese: Gran Parc de chasse de Louis XIV) si intende il vasto dominio terriero adibito ala caccia che si estendeva attorno alla Reggia di Versailles e che venne acquistato da Luigi XIV alla fine del XVII secolo al fine di delimitare la sua area di caccia. Chiuso da un muro nel 1683, aveva una superficie originaria di 8 600 ettari. Gran parte di esso venne parcellizzato durante la Rivoluzione francese.

## Storia
Il Grand Parc venne a costituito  nel corso del XVII secolo. Luigi XIII nel 1623 iniziò la costruzione di un padiglione di caccia sull'area di Versailles ed ottenne il dominio della signoria di Versailles nel 1632. A partire dal 1660, Luigi XIV, intenzionato a creare a Versailles una grande residenza di caccia per sé e per la corte francese, iniziò ad acquistare le terre attigue ai propri domini.
Nel 1683, Luigi XIV decise di far cingere il suo terreno di caccia da un immenso muro. Il Grand Parc si estendeva allora a nord, a ovest ed a sud del Parco di Versailles propriamente detto. Nel 1700, una parte a nord venne distaccata per costituire il parco del Castello di Marly.
Nel 1793, con la Rivoluzione francese, il parco venne parcellizzato e venduto a privati.

## Il parco di caccia
Il parco di caccia originario di Luigi XIV comprendeva una superficie di 86 km² ed era grande oltre dieci volte il territorio del Parco di Versailles propriamente detto. Esso inglobava allora nove villaggi che esistevano ancora prima della sua creazione. Questi erano i villaggi di Buc, Guyancourt, Bois-d'Arcy, Saint-Cyr, Fontenay-le-Fleury, Rennemoulin, Noisy, Bailly.
Il castello si trovava a nord-est rispetto al resto delle terre. Nell'area di caccia del re era compresa anche la collina di Satory, la parte alta della valle del Bievre, la collina di Villaroy, lo Stagno di Saint-Quentin (a sud-ovest), la collina di Bois d'Arcy e la piana di Versailles che era delimitata ad ovest da Villepreux. A nord il parco era delimitato dal parco di Marly. 
Dall'estremità ovest del Gran canal si diramavano cinque grandi vie larghe diverse decine di metri. Il Viale reale di Villepreux s'incardinava nella «Grande perspective» immaginata da Le Nôtre da una parte all'altra della reggia.

### Mura e porte
Il parco di caccia era attorniato da una cinta dell'altezza di 3 metri e della lunghezza di 43 chilometri in tutto.
Il muro era interrotto in determinati punti da più di una ventina di porte monumentali in pietra che vennero realizzate tutte molto simili su progetto di Jules Hardouin-Mansart. Alcune di queste si sono conservate tutt'oggi, anche se il muro di cinta è stato nel tempo distrutto.
| Porta                            | Comune                 | Immagine |
| -------------------------------- | ---------------------- | -------- |
| Porte de Versailles              | Bailly                 |          |
| Porte de Châteaufort             | Châteaufort            |          |
| Porte de Pissaloup               | Les Clayes-sous-Bois   |          |
| Porte de la Croix-Saint-Philippe | L'Étang-la-Ville       |          |
| Porte de La Boulie               | Jouy-en-Josas          |          |
| Porte de Jouy                    | Les Loges-en-Josas     |          |
| Porte des Loges                  | Les Loges-en-Josas     |          |
| Porte de Mérantais               | Magny-les-Hameaux      |          |
| Porte de La Lauberderie          | Marly-le-Roi           |          |
| Porte de Marly                   | Marly-le-Roi           |          |
| Porte de Montigny                | Montigny-le-Bretonneux |          |
| Porte de Noisy                   | Noisy-le-Roi           |          |
| Porte de Rocquencourt            | Rocquencourt           |          |
| Porte de Paris                   | Saint-Nom-la-Bretèche  |          |
| Porte de Saint-Nom               | Saint-Nom-la-Bretèche  |          |
| Porte de Saint-Vincent           | Saint-Nom-la-Bretèche  |          |
| Porte de la Tuilerie             | Saint-Nom-la-Bretèche  |          |
| Porte de Trappes                 | Trappes                |          |
| Porte de Toussus                 | Toussus-le-Noble       |          |
| Porte de Trousalé                | Toussus-le-Noble       |          |
| Porte de Bailly                  | Versailles             |          |
| Porte de Buc                     | Versailles             |          |
| Porte du Cerf Volant             | Versailles             |          |
| Porte de Maintenon               | Versailles             |          |
| Porte Saint-Antoine              | Versailles             |          |
| Porte de Saint-Cyr               | Versailles             |          |
| Porte de Val-Joyeux              | Villepreux             |          |
| Porte de Voisins                 | Voisins-le-Bretonneux  |          |